# Фловуд (Міссісіпі)
Фловуд (англ. Flowood) — місто (англ. city) в США, в окрузі Ренкін штату Міссісіпі. Населення — 10 202 особи (2020).

## Географія
Фловуд розташований за координатами 32°20′9″ пн. ш. 90°4′21″ зх. д. / 32.33583° пн. ш. 90.07250° зх. д. (32.335768, -90.072474).  За даними Бюро перепису населення США в 2010 році місто мало площу 74,93 км², з яких 73,59 км² — суходіл та 1,34 км² — водойми.

## Демографія
Згідно з переписом 2010 року, у місті мешкали 7823 особи в 3498 домогосподарствах у складі 1893 родин. Густота населення становила 104 особи/км².  Було 3787 помешкань (51/км²).
Расовий склад населення:
| - 75,2 % — білих - 18,6 % — чорних або афроамериканців - 3,8 % — азіатів - 0,2 % — корінних американців |

До двох чи більше рас належало 1,3 %. Частка іспаномовних становила 2,4 % від усіх жителів.
За віковим діапазоном населення розподілялося таким чином: 19,4 % — особи молодші 18 років, 72,3 % — особи у віці 18—64 років, 8,3 % — особи у віці 65 років та старші. Медіана віку мешканця становила 32,5 року. На 100 осіб жіночої статі у місті припадало 82,6 чоловіків;  на 100 жінок у віці від 18 років та старших — 79,9 чоловіків також старших 18 років.
Середній дохід на одне домашнє господарство  становив 70 907 доларів США (медіана — 49 468), а середній дохід на одну сім'ю — 91 124 долари (медіана — 65 576). За межею бідності перебувало 10,1 % осіб, у тому числі 0,9 % дітей у віці до 18 років та 9,0 % осіб у віці 65 років та старших.
Цивільне працевлаштоване населення становило 4506 осіб. Основні галузі зайнятості: освіта, охорона здоров'я та соціальна допомога — 28,0 %, роздрібна торгівля — 10,9 %, будівництво — 9,0 %, фінанси, страхування та нерухомість — 8,8 %.